# The Right Element
The Right Element (em português:  O Elemento Certo) é um filme mudo britânico de 1919, dirigido por Rex Wilson e estrelado por Campbell Gullan, Miriam Ferris e Tom Reynolds. Foi baseado em uma história de Roland Pertwee.

## Elenco
- Campbell Gullan - Frank Kemble
- Miriam Ferris - Madeleine Wade
- Tom Reynolds - Sr. Wade
- Mary Rorke - Aunt Harriet
- Annie Esmond - Sra. Wade
- John Kelt - Pender
- George K. Gee - Pender Jr.